# ジャック・ライアン
ジャック・ライアン（Jack Ryan）は、トム・クランシーなどによる小説の登場人物、およびその小説シリーズである。
クランシーによる1984年出版の『レッド・オクトーバーを追え』(The Hunt for Red October)からはじまり、第13作目『デッド・オア・アライヴ』(Dead or Alive)より他の小説家との共著に。第17作目『米露開戦』(Command Authority)を最後にクランシーが死去して以降は、マーク・グリーニーなどにより引き継がれている。

## シリーズ一覧
- トム・クランシー『レッド・オクトーバーを追え』(The Hunt for Red October) 
  - 第1作目。Naval Institute Press（英語版）より1984年10月1日に出版。
  - 日本では、井坂清による翻訳で文藝春秋の文春文庫より上下巻構成で1985年12月に出版[1][2][3][4]。
- トム・クランシー『愛国者のゲーム』(Patriot Games)
  - 第2作目。G. P. Putnam's Sons（英語版）より1987年7月に出版。
  - 日本では、井坂清による翻訳で文藝春秋の文春文庫より上下巻構成で1989年5月に出版[5][6][7]。
- トム・クランシー『クレムリンの枢機卿』(The Cardinal of the Kremlin)
  - 第3作目。G. P. Putnam's Sonsより1988年5月20日に出版。
  - 日本では、井坂清による翻訳で文藝春秋の文春文庫より上下巻構成で1990年12月に出版[8][9][10][11]。
- トム・クランシー『いま、そこにある危機』(Clear and Present Danger)
  - 第4作目。G. P. Putnam's Sonsより1989年8月17日に出版。
  - 日本では、井坂清による翻訳で文藝春秋の文春文庫より上下巻構成で1992年6月に出版[12][13][14][15]。
- トム・クランシー『恐怖の総和』(The Sum of All Fears)
  - 第5作目。G. P. Putnam's Sonsより1991年8月14日に出版。
  - 日本では、井坂清による翻訳で文藝春秋の文春文庫より上下巻構成で1993年5月に出版[16][17][18][19]。
- トム・クランシー『容赦なく』(Without Remorse)
  - 第6作目。G. P. Putnam's Sonsより1993年8月11日に出版。
  - 日本では、村上博基による翻訳で新潮社の新潮文庫より上下巻構成で1996年4月に出版[20][21]。
- トム・クランシー『日米開戦』(Debt of Honor)
  - 第7作目。G. P. Putnam's Sonsより1994年8月17日に出版。
  - 日本では、田村源二による翻訳で新潮社の新潮文庫より上下巻構成で1995年12月に出版[22][23]。
- トム・クランシー『合衆国崩壊』(Executive Orders)
  - 第8作目。G. P. Putnam's Sonsより1996年7月1日に出版。
  - 日本では、田村源二による翻訳で新潮社の新潮文庫より全4巻構成で1997年12月から1998年1月にかけて出版[24][25][26][27]。
- トム・クランシー『レインボーシックス』(Rainbow Six)
  - 第9作目。ジョン・クラーク（John Clark）ことジョン・テレンス・ケリー（英語版）が主人公。G. P. Putnam's Sonsより1998年8月3日に出版。
  - 日本では、村上博基による翻訳で新潮社の新潮文庫より全4巻構成で1999年12月から2000年1月にかけて出版[28][29][30][31]。
- トム・クランシー『大戦勃発（英語版）』(The Bear and the Dragon)
  - 第10作目。G. P. Putnam's Sonsより2000年8月21日に出版。
  - 日本では、田村源二による翻訳で新潮社の新潮文庫より全4巻構成で2002年3月から4月にかけて出版[32][33][34][35]。
- トム・クランシー『教皇暗殺（英語版）』(Red Rabbit)
  - 第11作目。G. P. Putnam's Sonsより2002年8月5日に出版。
  - 日本では、田村源二による翻訳で新潮社の新潮文庫より全4巻構成で2004年3月から4月にかけて出版[36][37][38][39]。
- トム・クランシー『国際テロ（英語版）』(The Teeth of the Tiger)
  - 第12作目。ジャック・ライアン・ジュニア（Jack Ryan, Jr）ことジョン・パトリック・ライアン・ジュニア（John Patrick Ryan, Jr.）が主人公。G. P. Putnam's Sonsより2003年8月11日に出版。
  - 日本では、田村源二による翻訳で新潮社の新潮文庫より上下巻構成で2005年8月に出版[40][41]。
- トム・クランシーとグラント・ブラックウッド（英語版）『デッド・オア・アライヴ（英語版）』(Dead or Alive)
  - 第13作目。ジャック・ライアン・ジュニア（Jack Ryan, Jr）ことジョン・パトリック・ライアン・ジュニア（John Patrick Ryan, Jr.）が主人公。G. P. Putnam's Sonsより2010年12月7日に出版。
  - 日本では、田村源二による翻訳で新潮社の新潮文庫より全4巻構成で2011年12月から2012年1月にかけて出版[42][43][44][45]。
- トム・クランシーとピーター・テレップ（英語版）『テロリストの回廊（英語版）』(Against All Enemies)
  - 第14作目。マックス・ムーア（Max Moore）ことマクスウェル・スティーブン・ムーア（Maxwell Steven Moore）が主人公。G. P. Putnam's Sonsより2011年6月14日に出版。
  - 日本では、伏見威蕃による翻訳で新潮社の新潮文庫より上下巻構成で2013年11月に出版[46][47]。
- トム・クランシーとマーク・グリーニー『ライアンの代価（英語版）』(Locked On)
  - 第15作目。ジャック・ライアン・ジュニア（Jack Ryan, Jr）ことジョン・パトリック・ライアン・ジュニア（John Patrick Ryan, Jr.）が主人公。G. P. Putnam's Sonsより2011年12月13日に出版。
  - 日本では、田村源二による翻訳で新潮社の新潮文庫より全4巻構成で2012年12月から2013年1月にかけて出版[48][49][50][51]。
- トム・クランシーとピーター・テレップ（英語版）『Search and Destroy（英語版）』
  - マックス・ムーア（Max Moore）ことマクスウェル・スティーブン・ムーア（Maxwell Steven Moore）が主人公。G. P. Putnam's Sonsより2012年7月5日に出版が予定されていたが、中止となった。
- トム・クランシーとマーク・グリーニー『米中開戦』(Threat Vector)
  - 第16作目。G. P. Putnam's Sonsより2012年12月4日に出版。
  - 日本では、田村源二による翻訳で新潮社の新潮文庫より全4巻構成で2014年1月から2月にかけて出版[52][53][54][55]。
- トム・クランシーとマーク・グリーニー『米露開戦』(Command Authority)
  - 第17作目。G. P. Putnam's Sonsより2013年12月3日に出版。
  - 日本では、田村源二による翻訳で新潮社の新潮文庫より全4巻構成で2015年1月から2月にかけて出版[56][57][58][59]。
- マーク・グリーニー『機密奪還（英語版）』(Support and Defend)
  - 第18作目。ドム・カルーソー（Dom Caruso）ことドミニク・カルーソー（Dominic Caruso）が主人公の外伝・スピンオフ。G. P. Putnam's Sonsより2014年7月22日に出版。
  - 日本では、田村源二による翻訳で新潮社の新潮文庫より全2巻構成で2017年4月に出版[60][61]。
- マーク・グリーニー『米朝開戦（英語版）』(Full Force and Effect)
  - 第19作目[注釈 2]。G. P. Putnam's Sonsより2014年12月2日に出版。
  - 日本では、田村源二による翻訳で新潮社の新潮文庫より全4巻構成で2016年3月から4月にかけて出版[62][63][64][65]。
- グラント・ブラックウッド（英語版）『Under Fire（英語版）』
  - 第20作目[注釈 3]。ジャック・ライアン・ジュニア（Jack Ryan, Jr）ことジョン・パトリック・ライアン・ジュニア（John Patrick Ryan, Jr.）が主人公。G. P. Putnam's Sons（英語版）より2015年6月16日に出版。
- マーク・グリーニー『欧州開戦（英語版）』(Commander in Chief)
  - 第21作目[注釈 4]。G. P. Putnam's Sonsより2015年12月1日に出版。
  - 日本では、田村源二による翻訳で新潮社の新潮文庫より全4巻構成で2018年5月から6月に出版[66][67][68][69]。
- グラント・ブラックウッド（英語版）『Duty and Honor（英語版）』
  - 第22作目[注釈 5]。ジャック・ライアン・ジュニア（Jack Ryan, Jr）ことジョン・パトリック・ライアン・ジュニア（John Patrick Ryan, Jr.）が主人公。G. P. Putnam's Sonsより2016年6月14日に出版。
- マーク・グリーニー『イスラム最終戦争』(True Faith and Allegiance)
  - 第23作目[注釈 6]。G. P. Putnam's Sonsより2016年12月6日に出版。
  - 日本では、田村源二による翻訳で新潮社の新潮文庫より全4巻構成で2019年5月から6月にかけて出版[70][71][72][73]。

## 映像化

### 映画
- 1990年 レッド・オクトーバーを追え! - アレック・ボールドウィンがジャック・ライアンを演じた。
- 1992年 パトリオット・ゲーム - ジャック・ライアン役はハリソン・フォードに交代。
- 1994年 今そこにある危機 - 引き続きハリソン・フォードが演じる。監督も前作と同じ。
- 2002年 トータル・フィアーズ - ジャック・ライアン役はベン・アフレックに。時系列はキャシーとの結婚前（原作は「恐怖の総和」1991年）
- 2014年 エージェント:ライアン - ジャック・ライアンが分析官からエージェントになるリブート版。ジャック・ライアン役はクリス・パイン。
- 2021年 ウィズアウト・リモース - CIA工作員ジョン・クラークに焦点を当てるサスペンスアクション。ジョン・クラーク役はマイケル・B・ジョーダン。ジョーダンは、ジョン・クラークを主人公とするもう1作「レインボー・シックス」の映画化にも主演することが決まっている。

### 連続ドラマ
- 2018年-2023年 ジャック・ライアン - ジャック・ライアン役はジョン・クラシンスキー。

## プロフィール
本名：ジョン・パトリック・ライアン KBE
- アメリカ合衆国前・現大統領。
- ロシア式呼称：イワン・エメトビッチ

退役アメリカ海兵隊少尉、メリル・リンチ社ボルチモア支社証券仲買人、米海軍士官学校（合衆国海軍兵学校）教員、中央情報局局外非常勤分析官、同常勤分析官、同上級情報分析官、同情報担当次官代行、同情報担当次官、国家安全保障問題担当大統領補佐官、合衆国副大統領。情報分析官当時には現場工作をすることもしばしば。世界各国で作戦に携わった。代表的なものとして、ビアトリクス作戦（KGB通信センター員一家亡命補助）、ローマ法王暗殺未遂事件（『教皇暗殺』）、レッドオクトーバー捕獲・艦長幹部乗員亡命事件（『レッド・オクトーバーを追え』）、情報源カーディナル及びKGB議長一家亡命事件（議長と妻子は別々に救出活動がなされる）（『クレムリンの枢機卿』）、コロンビア麻薬組織の施設を攻撃していた米陸軍軽装備歩兵部隊救出作戦（『いま、そこにある危機』）がある。CIA辞任時点では情報部担当次官だった。
国家安全保障問題担当大統領補佐官就任中に起きたウォール街危機や日本との戦争では、賢い作戦で手堅く勝利するものの、女性問題スキャンダルによって辞任した現職副大統領に代わり、その副大統領宣誓就任式直後に議会議事堂が攻撃され、大統領以下閣僚及び議員の多くが死亡したその場で急遽繰上げで大統領に昇格する（『日米開戦』）。
大統領になったライアンは国の体勢を立て直しつつも新興国イスラム連合共和国（原作内の架空国家）との戦争の指揮を執り、CIA情報担当次官当時に起きた米国内の核爆弾テロの黒幕でもあった過激派宗教指導者を居宅もろとも精密爆撃する。
ロシアと中国とのロシア領内の豊富な地下資源を巡る戦争ではロシアを支持し、NATOに参加させるという歴史的行動をとる。レインボー・露合同特殊部隊による中国内のICBM基地強襲の最中、中国共産党最高幹部会議にも無許可で一発のICBMがワシントンDCに向かって飛来してきた際にはホワイトハウスから退避させられたものの、兵装用プログラム転換で停泊中のイージス艦に強行着艦・単身乗り込み、パトリオットミサイル迎撃の陣頭指揮を執り、辛くも迎撃成功させた。報復措置はとらず、中国内の戦犯処分とロシア領内からの人民軍の撤退により中国共産党最高幹部からの和議・停戦を受け入れる。
任期中に死亡した前大統領の残り任期期間と再選一期期間の在職後、公職から引退。
しばらく、自宅で自伝を執筆する隠居状態だったが、「キールティー大統領のままではアメリカがだめになってしまう」と思い、大統領選挙に出馬を表明し（『デッド・オア・アライヴ』）、再選される（『ライアンの代価』）。
米海軍士官学校（合衆国海軍兵学校）教員時代、史料の調査と休暇を兼ねてイギリスを訪れた際に英国皇太子を狙ったテロに偶然出くわして、重傷を負いながらも間一髪で襲撃者たちを撃退し、その功労で大英帝国勲章ビクトリア勲位二等勲爵士（ナイト）を授与された（『愛国者のゲーム』）。よってイギリス連邦諸国では名前の前に『サー』をつけて呼ばれる。イギリス王室とは非常に仲がいい。
歴史学の博士号を取得しており、作品では「Dr.Ryan」と呼ばれる。

## 経歴

### 基本情報
- CIA情報殊勲賞3回
- 身長6フィート1インチ（約185 cm）
- 妻はキャロライン・マラー・「キャシー」・ライアン、眼科医、医学博士、バージニア大学准教授。レーザー医療の権威。後にジョンズ・ホプキンス大学准教授。米国最高の医学賞ラスカー賞（実在）を獲得。
- 著書『闘う水兵（Fighting Sailor）』『Doomed Eagle』（ハルゼー提督の伝記）。
- 二女二男 (長女・“サリー”、長男・“ジャック ジュニア”、次女・“ケイティ”、次男・“カイル”)

### 生い立ち
- 警察官の父エメット・ウィリアム・ライアンと、看護師の母のキャサリン・バーク・ライアンの間に生まれる。父エメットは第二次世界大戦で陸軍第101空挺師団に所属、復員後は警察官、殺人課警部補（『容赦なく』時点）。エメットは後にライアンと関わるジョン・ケリー（後のジョン・クラーク）が復讐のために行っていた、麻薬密売人連続殺人事件を担当していた。

### 学生時代
- ロヨラ・ハイスクールを卒業後ボストン・カレッジに入学。海軍予備役士官訓練部隊（NROTC）より奨学金を支給され、経済学専攻と歴史学副専攻で卒業。米海兵隊に入隊。
- 米海軍士官学校（合衆国海軍兵学校）首席（『愛国者のゲーム』で首席卒業としている）。海軍による配置先選定期間中に公認会計士試験に合格する。士官基本教程修了後に少尉任官。そのわずか3か月後、23歳の時にクレタ島でのNATO演習でヘリコプター墜落事故に遭って背骨を痛め、ベセスダ海軍医療センターで手術・治療入院。その後に退役。戦傷者給付金を受けるようになる。
- シカゴズミッドウェイ空港での飛行機墜落事故によって両親を失う。自身のヘリコプター墜落事故による負傷もあり、飛行機での移動を嫌悪するようになる。

### トレーダー時代
- 株仲買人仲介人トレーダー（証券投資家、デイトレーダー）資格を取得して証券会社メリルリンチ（現・バンクオブアメリカ・メリルリンチ）に入社、ボルティモア支社で証券トレーダーとして勤務。叔父からシカゴ・アンド・ノース・ウェスタン・トランスポーテーション・カンパニーが社員買収される話を聞かされ、それによって営業成績伸ばす一方で自己の資産を飛躍的に大きく増やす。上級副社長のジョー・マラーの目に止まり、ニューヨークの本社へライアンを引き抜くためにボルティモア支社へ訪問した際に同伴していた娘のキャロライン（通称キャシー）と出会い、交際・婚約する。
- 或る時にライアンが背中の激痛に襲われ、キャシーの計らいによってジョンズ・ホプキンズ大学病院で背骨・脊髄神経を再手術。全快したために戦傷者給付金支給を自ら断る。
- 800万ドルもの資産を成した時点でメリルリンチを退社後、ジョージタウン大学博士課程（歴史学）に進み、戦略・国際研究センターで短期間の仕事を受ける。メリルリンチを退社したことにより、義父のジョー・マラーとの関係が悪化する。

### 教官時代
- アナポリスの米海軍士官学校（合衆国海軍兵学校）教官。
  - 時折ニューポートの米海軍大学(Naval War College)でも民間人教官（歴史学、戦争史）として教壇に立つ。
  - この頃、米海軍退役大佐“スキップ”タイラー教官、及び公傷のために臨時教官（航空工学）として赴任していたロバート“ロビー”・ジャクソン海軍少佐と知り合う。彼らから軍事関係の株情報を得ることもあるのでインサイダー取引に当たらないか、とその度に自省が欠かせない。
  - 形而上学担当で博士課程指導教授のティム・オライリー神父の推薦により、CIAの依頼にもとづくマイター・コーポレーション（実在）の契約コンサルタントという名目で、情報漏洩元を特定する「キャナリ・トラップ」を考案し、その手法を用いた報告書『エイジェンツ・アンド・エイジェンシーズ』を作成・提出。
  - 史料調査と家族旅行を兼ねて訪れていたロンドンで、北アイルランドのテロリスト、ショーン・ミラーらによる英国皇太子一家の誘拐事件を阻止、受傷。その功績でナイト（サー・ジョン・ライアン、ビクトリア勲位二等勲爵士KCVO）を受ける。入院したロンドンの病院で在英アメリカ大使館出向中の法務官（FBIからの出向）ダン・マリーと知り合う。退院後に招かれた英国女王主催の晩餐会ではSIS/MI6の長官、サー・バジル・チャールストン海軍中将とも知り合う。
  - 帰国後、リビアで再訓練された生き残りの北アイルランドテロリスト、ショーン・ミラーとその仲間に高速道路上で妻子を襲われ、重傷を負わされる（ジャック自身も襲撃対象にされていたが、幸運と襲撃者の不手際により未遂に終わっている）。ライアンが政府の仕事に就いているのを快く思っていなかった義父のジョー・マラーとは、自分の愛娘のキャシーを傷つけられたことによって、ライアンとの不仲は修復不可能なまでになる。

### CIA時代
- CIA（中央情報局）情報分析官（CIAアナリスト）
  - アナポリスを退官してCIA入局。偵察衛星から撮影された、特殊部隊によるテロリスト訓練キャンプ襲撃の映像を見せられて、周囲のその淡々とした感情と非現実感に戦慄する。近々退官する上級分析官（情報担当次官首席補佐官）ミッキー・カンターに代わる後任候補として、情報担当次官ジェームズ・グリーア海軍中将に迎えられる。
  - 英皇太子夫妻が訪米し、非公式にライアン邸を訪問。まさにその夜、同テロリストの襲撃を受け、ショーン・ミラーとの最終対決に勝利するが、翌未明中に長男ジャックjrを授かる。工作担当次官ボブ・リッターからは疎んじられるようになる。
  - 英国SIS出向。
  - CIAモスクワ支局のエドとメアリー・パットのフォーリ夫妻の発案により、ある不都合で動けなくなったCIAブダペスト支局の代わりにSISブダペスト支局員が同ベオグラード支局員と地元ブダペストのその協力者兼密輸業者とで実行することになったKGB通信センター職員とその妻子のアメリカへの亡命救出作戦にオブザーバーとして参加。ユーゴスラビア経由で一時入国した英国にて亡命者から入手した情報に基づいて、SISローマ支局とSAS隊員とでローマ教皇暗殺阻止行動に参加し、実行犯と目されたブルガリア人を取り押さえる。亡命者一家に付き添ってアメリカに一時入国し、CIA最高幹部連にデブリーフィングを受ける。工作担当次官ボブ・リッターとソ連を崩壊させる手段について意見が合い、一時ではあるが好感を持たれる。
  - 奇妙な行動を始めたソ連の新型ミサイル原潜「レッド・オクトーバー」の、マルコ・ラミウス艦長の目的がアメリカへの亡命であるといち早く見抜き、ラミウスと幹部乗組員の亡命受け入れで主要な役割を果たす。レッド・オクトーバーは艦体の調査後に北大西洋に沈められた。
- CIA情報本部高級分析官
  - 外交団員のひとりとしてソ連入国。「大祖国戦争の国家的英雄」でソ連国防大臣側近となっていた情報提供者（コード名：カーディナル）と罠によってアメリカ側のスパイに仕立てられたKGB議長ニコライ・ゲラシモフと彼の一家（妻娘の救出には別活動がとられて、クラーク、ラミウス、マンキューソらが係わる）の亡命を成功させる。
- CIA情報担当次官補佐官
  - 工作担当次官ボブ・リッターからは担当外の活動に係わり過ぎなことと出世が早過ぎることとボーイスカウト的な潔癖さで再び疎まれる（だが過去を含め、リッターから差別的に扱われたことはないとライアン自身認めている）。またジェームズ・グリーアの病死により、後ろ楯を失う。
- CIA情報担当次官代行
  - 大統領の肝いりで秘密裏に実施された麻薬密売組織壊滅作戦で、現地コロンビアに潜入して監視活動をしていた米陸軍軽装備歩兵部隊が、有力麻薬密売業者の相談役を務める逃亡キューバ軍人と国家安全保障問題担当大統領補佐官ジェームズ・カッターとの裏取引により孤立無援状態でいたところを、FBI幹部捜査官ダン・マリー、CIA非合法工作員ジョン・クラークや米海軍飛行士ジャクソン中佐、米空軍救難部隊、米沿岸警備隊の協力で救出。アーサー・ムーア長官とボブ・リッター次官は辞任。カッターは自殺。なお、当選時の公約に麻薬対策を挙げて、対麻薬（組織）戦争を密かに指示した当時の大統領は後の再選選挙戦には不出馬を表明する。
- CIA情報担当次官[注釈 7]
  - ロバート・ファウラー大統領との意見の不一致などにより、辞任を予定する。
  - イスラエルが極秘に装備していながら第三次中東戦争中に紛失した原爆が、偶然シリアのイスラム教狂信的過激主義指導者の手に落ち、改造されたうえで、スーパーボウル開催中のデンヴァーで核爆弾テロに使われた。互いの情報不足と誤解によって、米ソ核戦争あわや勃発という危機を、ロジャー・ダーリング副大統領の手助けを得て、極度の人間不信に陥ったロバート・ファウラー米大統領に代わり、ゲラシモフの亡命騒ぎの時に会っていた、ソ連共産党書記長アンドレイ・ナルモノフと直接連絡を取り、米ソ戦争を回避することに成功する。次いでその裏で糸を引いていた過激派指導者のいるイランとの核戦争をサウジアラビアの王子の仲立ちで回避する。ファウラーが自国を核戦争に進めさせようとしていたがライアンが止めたことが明るみに出た結果、ファウラーは大統領を辞任。
  - ライアンと対立していたファウラー元大統領が辞任し、大統領に昇格したダーリングによって引き留められるも、燃え尽き症候群発症によりライアンもCIAを辞任。
  - シリコン・アルケミー社のIPOで個人による株売買に成功して、更に財産を増やす。

### 政治家
- 国家安全保障問題担当大統領補佐官
  - ダーリングに再び説得され、国家安全保障問題担当大統領補佐官に就任。
  - 元日系移民の子孫で、強硬な反米主義の有力日本人財界人がアメリカ証券業界でのトップ企業であるコロンブス・グループを買収し、それを基点として密かに株式市場テロがウォール街に対して仕掛けられたために当日午後（金曜）の場の全取引記録が消失した。幸いにも機転を利かして当日午後からの全取引を無効として、翌週月曜の午後から取引開始とすることによって事なきを得た。しかし日を置いてアメリカ国内では、自動車事故後に発生した二次的な火災事故で幼児と若者が、助ける間もなく焼死した。その車両は、日本での製造過程で生じた不良と輸送途上での養生不良という偶然が重なったことによって生じた欠陥部品を装備していたばかりでなく、全ての部品を日本から輸入して組立てられた米製日本車であったために、これまで日本人が抱いていた優日劣米意識に憤慨したアメリカ人の対日憎悪に根ざした排斥運動が起こった。一方で、集中豪雨的な日本製品の米進出に対抗する報復関税法が連邦議会で可決したことによって、輸出品が締め出された日本国内では経済恐慌を来した。その結果として従来政権が倒れ、かの反米財界人の傀儡政権によって戒厳令が日本に布告され、更には自衛隊によりサイパン島およびグァム島が占領されてしまった。ロシア経由で日本へ潜入させた工作員ジョン・クラーク、元陸軍軽歩兵部隊のドミンゴ・シャベスや彼らに先行して潜入活動していた日系三世の工作員チェスター・ノムラ、その他米軍特殊部隊の活動により反米戒厳令下での自衛隊早期警戒機E-767や国内配備された核ミサイルを反米財界人共々無力化した。日本の政権も新しく親米派に渡り、一時占領されていたサイパンを取り戻して、日本との和平を実現させる。
- 副大統領
  - 女性問題のあったキールティ副大統領の辞表が決まったため、ダーリング大統領の第1期任期終了までという約束で、ライアンが新たなダーリングの副大統領候補となるべく就任式に出席した（正確に言えば、就任式が行われる議会議事堂に登壇する前に待機していた地下道にいたときに爆発が起こり、けがをしなかった）。ところが、その就任式中に起きた連邦議会議事堂への日航機操縦士による自爆テロによって、ダーリング大統領および多数の側近・閣僚・上下両院議員が死亡したために、その場で即日大統領に就任（対日本戦争）。
- 大統領
  - 大統領に昇格後直ちに組閣開始するが、幾人かの生存できた前大統領側近以外はライアンなりの適材適所的に主に既知の友人・知人を各省庁の重職に据えた。それに合わせるかのようにジョン・クラークことジョン・テレンス・ケリーに対する過去の麻薬業者殺害の殺人罪については、グリーアらによって死亡確認され被疑者死亡扱いになっていることも含めて大統領恩赦を与えたことで、クラークの名前のままで、後に創設される米英欧の特殊部隊選抜からなるNATOの対テロ組織レインボーの長官に任命するための布石を打った。
  - 自分の辞表が出てこないことで[注釈 8]、正当な大統領後継者であることを確信的に主張するキールティの企みによって、ライアンが関わったレッド・オクトーバー事件の真相や元KGB議長の亡命先アメリカでの生活振りが明かされてしまう。
  - イスラム連合共和国ダリアイ師のエボラ・ウイルスを使った全米での多発的攻撃を受けたが限定的に止めるに至り、クラーク・シャベスのコンビのレーザー誘導による精密爆撃により師の居宅もろとも爆破する（対イラン戦争）。
  - 死亡した前大統領の残存任期分を務め上げ、選挙によって新たに大統領任期を迎えたライアンは現ロシア大統領の信厚いSVR長官に対するグレネード弾暗殺未遂に端を発するロシアと中国とのシベリア金鉱・石油資源争奪紛争に介入、ロシアをNATOに加盟させてロシア側同盟国として参戦。レインボーとそれが訓練したスペツナズ合同の奇襲部隊が侵入した中国内のICBM基地から国家幹部未承認のまま、一発のミサイルがワシントンDCに向かって飛来してきた際にはマリーン・ワンでホワイトハウスから退避させられたものの、付近に防衛停泊中のイージス艦に単身乗り込んだ。ミサイル迎撃の陣頭指揮を執って、居合わせた迎撃ミサイル開発主任のグレゴリー元少佐と同艦ミサイル発射要員と共に辛くも迎撃に成功した。報復措置はとらず、中国側からの停戦申し出を人民解放軍のロシア領内からの撤退を条件に受け入れる（対中国戦争）。
  - 副大統領からの繰り上げによる大統領の任期終了後、再選の大統領選挙に出馬して再選されるが、その次の大統領選挙には出馬せず任期満了。ライアンは、後任の大統領として自分の副大統領を務めており親友でもあったロビー・ジャクソンを推薦していたが、ジャクソンは投票日直前に暗殺され、結果エド・キールティが大統領となる。
  - 退任前、極秘裏に諜報機関「ザ・キャンパス」を設立（表向きは民間企業）。後に息子のジャック・ライアンJrが参加する。
  - ダーリング時代から大統領首席補佐官を務め、ライアンの大統領首席補佐官も務めていたアーノルド（アーニー）・ヴァン・ダムに説得される形で再度大統領選に出馬。キールティから大統領の座を取り戻す。

## シリーズの登場人物

### アメリカ
“ジム”ジェームズ・グリーア提督
情報担当のCIA次官だったが、癌を発症して、コロンビア麻薬作戦の最中に病死。ライアンの父的存在。退役アメリカ海軍中将。第二次世界大戦中に海軍に入隊し、対日戦に参加する予定だったが、その前に終戦を迎えている。
“ボブ”ロバート・リッター
工作担当CIA次官。
ライアンが分析官としてCIA入りしたときから、次官になった直後の時点までのCIA次官。苦学の経験があり、出世欲が強く計算高い人物。ロシア語に堪能で、工作の実務経験も豊富。裏切り行為を嫌悪し、自ら現場にいた経験もあるため、組織の都合で切り捨てられがちな現場工作員を（実利面からも）見殺しにしないという一面を持つ。ライアンのことは昇進が早すぎるなどの理由であまり快く思っていなかったが、ライアンを差別的に扱ったことはない。クラークとシャベスがイギリスから帰国する三ヶ月前に死去。
ジェイムズ・カッター
国家安全保障問題担当補佐官
コロンビア麻薬作戦に関わったが、コルテズから取り引きを持ち掛けられ、代償として派遣部隊を見捨てようとする。真相がFBIに漏れ、世間に明らかになり逮捕されそうになったため自殺。海軍中将。
アーサー・ムーア判事
CIA長官
ライアンが分析官としてCIA入りしたときから次官になった直後の時点までのCIA長官
ハンス・E・トフテ（実在人物）と共同で秘密工作（実在）経験あり。
ジョン・クラーク（ジョン・テレンス・ケリー）
レインボー長官。
伝説的CIA秘密工作員。ベトナム戦争中に海軍特殊部隊員として、撃墜された友軍パイロットの救出作戦や北ベトナム軍政治将校暗殺作戦で功績を挙げるも、重傷を負って除隊。除隊時の階級は上級掌帆兵曹。帰国後はダイバー教員や水中工事業をしていたが、北ベトナム領内の秘密収容所からアメリカ軍捕虜を救出する作戦に民間人コンサルタントの身分で参加した際に、グリーアとリッターによってCIAへリクルートされ、「クラーク」のコードネームを与えられる。通称"ミスター・C"とも呼ばれる。
多国籍対テロ組織「レインボー」を立案:48-50、長官（准将待遇:60f）に就任する。
キールティ大統領になってからCIAを勧奨退職になり「ザ・キャンパス」にシャベスとともに参加する。
妊娠中の妻ティッシュを交通事故で失い、その後脳外科看護師のサンディと再婚。
“ディング”ドミンゴ・シャベス（サンチェス）
レインボー・セカンドチーム隊長。
CIA工作要員でクラークの歳の離れた"相棒"。少年時代は不良グループの一員だったが、更生をこころざしてアメリカ陸軍へ志願入隊。レンジャー・スクール修了後の第7歩兵師団第17歩兵連隊第3大隊"ニンジャ"所属時は2等軍曹、経歴の優秀さからクラークの目に留まる。クラーク同様に、コロンビア潜入作戦をきっかけにCIAへリクルートされる。CIA入局後にはジョージ・メイソン大学で国際関係論を専攻し修士号を取得。在局中はクラークの相棒として、多くの准軍事的工作活動に従事。レインボー設立後は、隊長（少佐待遇:54）に着任する。クラークの娘と結婚。キールティ大統領就任後、クラークとともに「キャンパス」に参加。
小柄な体格で、陽気かつ人当たりの良いラテン系の気質。必要に応じて、折り目正しい態度や、下町の与太者のような乱暴な口調を使い分けている。
“エド”エドワード・フォーリ
CIA長官。
CIAモスクワ支局長のとき、ライアンと協力し、教皇暗殺防止に一役買った。ライアンが大統領就任後CIA長官に就任する。ライアン政権下での長官就任以前は、妻であるメアリ・パット（工作担当次官）の工作担当次官補（工作本部副本部長）として働いていた。工作員としての能力はメアリ・パットのほうが上だが、猪突しがちな妻に比べバランス感覚に優れ調整力に長ける。長官職にあるとき、合衆国のインテリジェンス・コミュニティー（IC)全体を指揮する許可を与えられる。
“メアリ・パット”メアリー・パトリシア・カミンスキー・フォーリ
CIA工作担当次官。
CIAモスクワ支局員のときに夫エド・フォーリとともに実施した作戦が成功。教皇暗殺防止に一役買った。親しい者からは通称"MP"とも。現地工作指揮の能力に長け、「カウ・ガール (CowGirl)」ともあだ名される。エドとともに、クラークから現場工作の指導を受けていた。祖父（亡命ロシア人で元近衛兵）仕込みのロシア語は、ソ連時代以前のロシアを知らないロシア人には詩的にも聞こえる優雅な言葉遣いとKGB捜査員（当時）をもたじろがせる激烈で鋭い舌鋒という。
キールティ大統領になってからNCTC（反テロリズムセンター）長官となる。その後、ライアンが大統領に復職すると、国家情報長官に就任。
“ダン”ダニエル・E・マリー
FBI長官。
FBIロンドン駐在官のときに、イギリス皇太子を救ったライアンと会い友達になる。航空機テロによってビル・ショーFBI長官が死亡した後、ライアンによってFBI長官に。後、司法長官に就任。
ロバート・ジェファーソン・「ロビー」・ジャクソン
海軍退役中将。退役後副大統領。
空母艦載機パイロット、少佐。乗っていた練習機の射出座席が誤作動したため負傷し、回復するまでの間アナポリス海軍兵学校に臨時教官として短期間赴任した際、ライアンと知り合う。第6空母航空団司令、大佐。統合参謀本部作戦部長、中将を歴任。ライアンが合衆国大統領の2期目のとき、次期大統領選に出馬、選挙活動中にKKKに暗殺される。
ライアンの親友、黒人。妻はワシントン交響楽団のシシー・ジャクソン。
J・ロバート・ファウラー
元大統領。
デンヴァー核爆発事件に伴う、核ミサイル発射未遂事件の2日後に辞任する。夫人を病で亡くし、大統領就任時には独身であった。
エリザベス・エリオット
ファウラー大統領の国家安全保障担当補佐官。
ベニントン大学教授。ライアンを敵視している。ファウラー大統領と情を交わすようになる。
“チェット”チェスター・ノムラ
日本企業（実在）の中国駐在販売主任。実は日系CIA秘密工作員（英語版ではNomuri）。カリフォルニア州出身。
対日、対中戦争で決定的情報を入手。後、CIAを退局し“西海岸のコンピューター会社”に就職。
マーク・ガント
ライアン政権でウィンストン財務長官の補佐官。
コロンブスグループ（ウィンストンの会社）の最優秀トレーダーだった。ウィンストンと行動を共にする信頼できる最優秀の部下。
ジョージ・ウィンストン
ライアン政権の財務長官。
コロンブスグループ（投資会社）会長だった。マーク・ガントはそのころからの部下。
スコット・アドラー
ライアン政権の国務長官。
国務省の官僚。もともと次官だったが、日航機の攻撃で長官が死亡したため昇格。
“ジョシュ”ジョシュア・ペインター海軍大将
大西洋統合軍総司令官。海軍兵学校卒業。
ベトナムで400回以上出撃し、ミグ2機撃墜。空母ジョン・F・ケネディ司令官、中将で航空作戦担当海軍作戦部長補、大西洋艦隊司令長官、大西洋軍総司令官、NATO大西洋連合軍最高司令官、退役後民間会社勤務、ブリターノ国防長官の特別補佐官。
著書「水田攻撃（パディ・ストライクス）」。バーモント州の農家出身。
“アーニー”アーノルド・ヴァン・ダム
ファウラー大統領より3代にわたる大統領首席補佐官。突然大統領職に就くことになり、慣れない政治の世界に戸惑うライアンを支える。後に有名大学総長。
アラン・トレント下院議員
下院情報監視特別委員会委員長。
ゲイ。ワシントンD.C.での社交的集まりでライアンに公然と「ホモ」と呼ばれ、ライアンと対立する。実はこれはライアンの作戦で演出であり、実際にはライアンの政治的庇護者。
トニー・ブリターノ
ライアン政権の国防長官。
かつてTRW社（実在、2002年7月に米ノースロップ・グラマン社へ吸収合併）社長だった。その経営手腕を買われて閣僚入りした。
アンドリア・プライス
大統領警護隊隊長。女性。
シークレットサービス警護官だったが、日航機の攻撃により当時のシークレットサービス隊長が死亡したため、ライアンが大統領警護隊長に昇格させた。
FBIのパトリック・オデイと結婚。妊娠し、その後出産する。
ニコラス・エディントン陸軍大佐
バージニア州州兵指揮官。
パートタイムの州兵部隊にもかかわらず、陸軍訓練センターでの機甲部隊模擬戦闘訓練で最高の成績をあげて中東の戦闘に参加することができ、大活躍する。
本職はバージニア大学軍事歴史学教授。専門はネイサン・ベッドフォード・フォレスト将軍(南軍）。著書『敏捷な剣』
マリオン・ディグス陸軍少将
男性。名前がマリオンであるためメアリーのあだ名がつく。第10騎兵連隊《用意、前進》隊長、大佐。陸軍訓練センター長、准将。第1機甲師団長、少将。
ロジャー・ダーリング
元合衆国大統領
ファウラー政権の副大統領、同政権後に大統領。ジャック・ライアンを自らの副大統領に推した人物。テロにより死亡。
“エド”エドワード・J・キールティ
大統領。ダーリング政権下の副大統領。
セクハラスキャンダルで副大統領辞任後、ライアンが副大統領になり恨む。ライアン任期満了時の大統領選において、副大統領のジャクソンが暗殺された後、大統領に就任。
“バート”バートロメオ・ヴィト・マンキューソ
海軍大将 太平洋統合軍総司令官。
少佐で攻撃型原子力潜水艦ダラス艦長（ロサンゼルス級原子力潜水艦: SSN-700）としてライアンと組み、レッドオクトーバー獲得作戦に参加。少将で太平洋海軍潜水艦隊司令官を歴任。
イリノイ州シセロの床屋の息子、イタリア系。
ロナルド・ジョーンズ
上等兵曹 原潜ダラス
天才的ソナー員でダラス乗務時、レッドオクトーバーを発見。カリフォルニア工科大学中退（退学処分）後、海軍に参加。海軍退役後カリフォルニア工科大学復学、博士号取得。会社を設立するが閉鎖し、海軍のコンサルタントになる。
アラン・グレゴリー陸軍少佐
ニューヨーク州立大学ストーニーブルック校卒。国防省SDI局の最高の科学者。後に民間企業に移り、その後もミサイル防衛システムの開発に関わる。
ジャック・ライアンJr
ジャック・ライアンの第二子で長男。ライアン家がジョーン・ミラーらの襲撃を受けた直後に生まれている。後に親には相談せず、自らの意思で「ザ・キャンパス」に入る。大統領の息子を危険にさらせないということもあり、分析官として「ザ・キャンパス」に入るが、クラーク、シャベスらと共に現場の作戦にも参加することになる。

### ロシア
ミハイル・セミョーノビッチ・フィリトフ陸軍大佐
カーディナル（枢機卿）という暗号名のCIAスパイ。アメリカ亡命後に死亡。アメリカの古戦場跡に埋葬。
元戦車長、ソ連邦英雄記章3回叙勲（存命中で唯1人）。ドミトリー・ウスチノフ国防相・ソ連共産党政治局員の特別補佐官。退役将校にも拘らず、職務中は軍装であった。
マルコ・アレキサンドロビッチ・ラミウス海軍大佐
ソ連ミサイル原子力潜水艦レッド・オクトーバー艦長。リトアニア系ロシア人。ソ連海軍潜水艦アカデミーの校長にして最高の潜水艦乗り。アメリカに亡命後マーク・ラムジーを名乗る。
ユーリ・V・アンドロポフ
ソビエト連邦共産党書記長。
KGB議長、ハンガリー大使を歴任。実在人物・実名。
アンドレイ・ナルモノフ
ソ連共産党書記長。アンドロポフの後任。 改革派であったが、KGB議長ゲラシモフの策謀によって政治的に追い込まれていたところ、ライアンによるゲラシモフの威信失墜とアメリカへの亡命作戦によって助けられた形となった。その時、外交団の一員としてモスクワに来ていたライアンと対面する。
ゲンナジー・イオーシフォビッチ・ボンダレンコ陸軍大将
極東軍管区司令官。中国のシベリア侵攻を阻止。大佐の時に「輝く星」に対する攻撃を防衛・阻止する。
通信将校、大佐。陸軍参謀本部作戦本部長、中将、を歴任。
セルゲイ・ニコーラエヴィッチ・ゴロフコ
ロシア対外情報局SVR長官。
元KGB局員。かつてライアンに銃を突きつけたこともあるが、その後は互いを認め合う間柄となる。アメリカとロシアの情報交換の窓口となっていたが、後にロシアがボローディン政権になると、イギリスへ亡命。ボローディンの政治を批判する言動をした為、暗殺される。

### イギリス
サー・バージル・チャールストン
イギリスSIS（MI6）長官。ライアンの友達となる。
チャールズ英国皇太子
ライアンが海軍兵学校教授時代に、アルスター解放軍 (ULA) による襲撃から救った。

### 中国
張寒山（）大臣
中国無任所大臣（ただし最高幹部）。対米謀略の黒幕。『大戦勃発』で職権乱用などの理由で告発され失脚した。
韋真林（）主席
中国国家主席（“米中開戦”時）。経済政策においての失策からクーデターが起きるが蘇に救われ、彼に操られるがまま対米戦争への道を進んでいく。
蘇克強（）主席
中国中央軍事委員会主席（“米中開戦”時）。中国を”大国”へと押し上げるべく、人民軍や国家主席を操り自国にとって邪魔な存在のアメリカをサイバー攻撃で窮地に陥れようと画策するも、クラーク達の手によって暗殺される。

### コロンビア
フェリックス・コルテズ
キューバ情報機関DGIの大佐だったが、作戦中にアメリカ側から追われたため逃亡。エスコベドに情報係として雇われる。アメリカの対麻薬作戦を探るため、FBI長官の秘書に近付く。
エルネスト・エスコベド
メデジン・カルテルの主要メンバーである、麻薬組織のボス。コロンビアを秘密訪問したFBI長官の一行に刺客を差し向ける。